# Chassy (Cher)
Chassy ist eine französische Gemeinde mit 234 Einwohnern (Stand: 1. Januar 2022) im Département Cher in der Region Centre-Val de Loire. Sie gehört zum Kanton Avord (bis 2015: Kanton Baugy) und zum Gemeindeverband Communauté de communes La Septaine. 

## Geografie
Chassy liegt im Berry etwa 37 Kilometer ostsüdöstlich von Bourges. Umgeben wird Chassy von den Nachbargemeinden Villequiers im Norden und Nordwesten, Mornay-Berry im Osten, Saint-Hilaire-de-Gondilly im Osten und Südosten, Nérondes im Süden sowie Baugy mit Laverdines im Westen.

## Bevölkerung
| Jahr      | 1793 | 1800 | 1872 | 1906 | 1931 | 1936 | 1946 | 1954 | 1962 | 1968 | 1975 | 1982 | 1990 | 1999 | 2006 | 2013 |
| --------- | ---- | ---- | ---- | ---- | ---- | ---- | ---- | ---- | ---- | ---- | ---- | ---- | ---- | ---- | ---- | ---- |
| Einwohner | 527  | 489  | 932  | 785  | 464  | 463  | 411  | 389  | 366  | 316  | 278  | 231  | 203  | 229  | 254  | 252  |

## Sehenswürdigkeiten
- Kirche

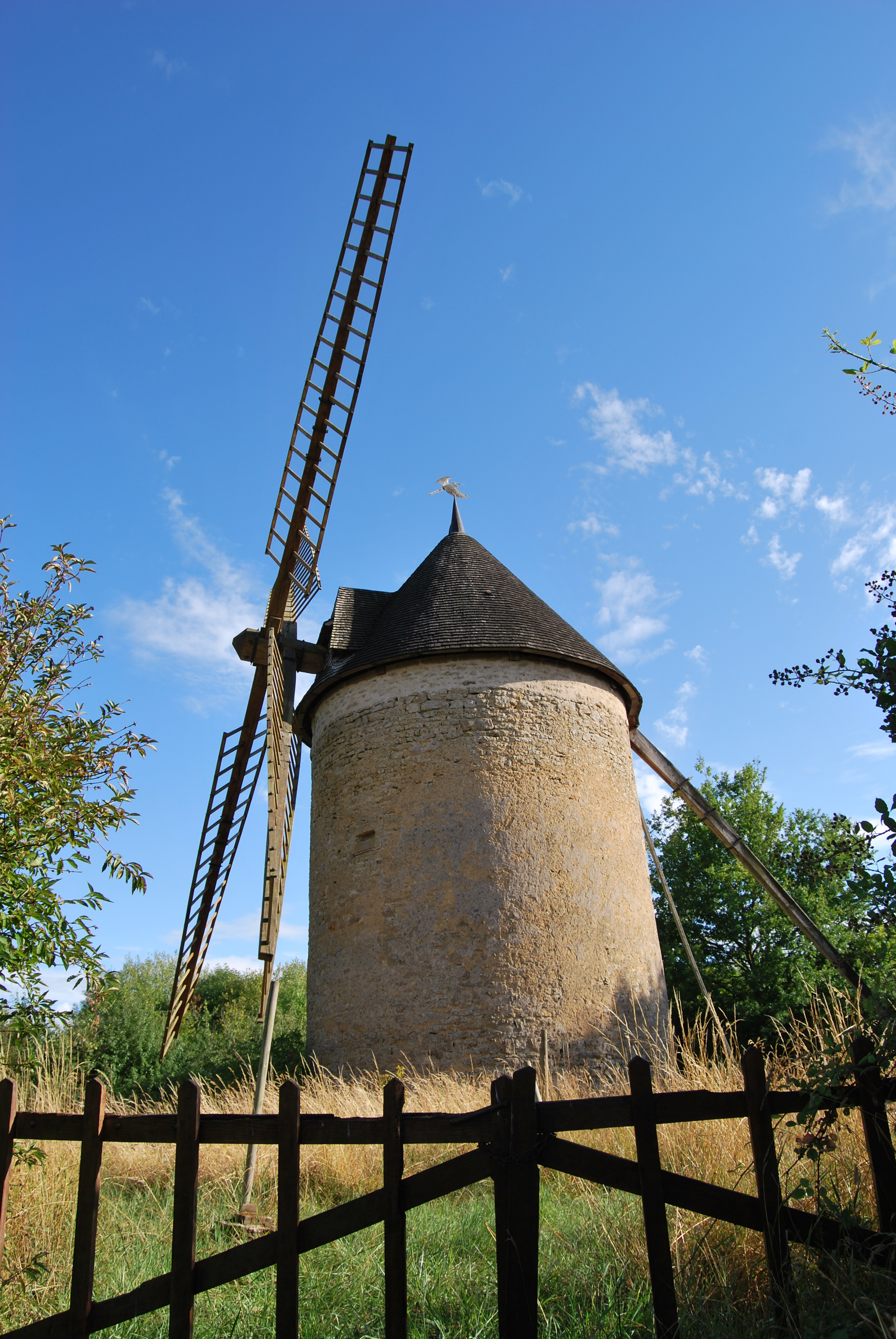
Mühle von Villiers

- Schloss Villiers aus dem 15. Jahrhundert (siehe auch: Liste der Monuments historiques in Chassy (Cher))
- Mühle von Villiers aus dem 16. Jahrhundert